# Franz Ferdinand Schulze

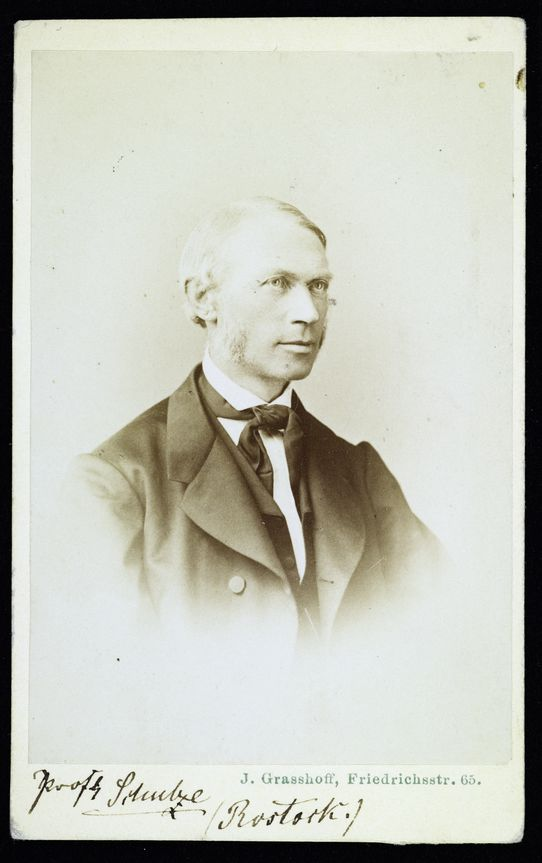
Franz Ferdinand Schulze

Franz Ferdinand Schulze (* 17. Januar 1815 in Naumburg; † 14. April 1873 in Rostock) war ein deutscher Chemiker und Hochschullehrer.

## Biografie
Als zweiter Sohn eines angesehenen Handwerkers wurde er mit 10 Jahren der Obhut seines kinderlosen Onkels übergeben, der damals Schulrektor in Duisburg war. Nach dem Besuch des Gymnasiums in Duisburg, der Fürstenschule St. Afra zu Meißen und des Gymnasiums in seiner Vaterstadt Naumburg, wo er auch das Abiturexamen ablegte, studierte er ab 1832 zunächst Theologie in Leipzig, wandte sich aber bald dem Studium der Naturwissenschaften zu. 1836 promovierte er in Berlin zum Dr. phil. und wurde Assistent bei dem Berliner Chemiker und späteren Rektor der Friedrich-Wilhelms-Universität Eilhard Mitscherlich, wo er sich der Agrikulturchemie zuwandte.
1837 wurde er als Lehrer der Chemie und Physik an die neu begründete Landwirtschaftliche Akademie in Eldena bei Greifswald berufen. Er habilitierte sich gleichzeitig als Privatdozent für Chemie und Technologie an der Universität Greifswald und wurde dort außerordentlicher Professor. 1850 folgte Schulze dem Ruf auf die Professur für Physik, Chemie und Pharmazie an die Universität Rostock.
Schulze war zweimaliger Rektor der Rostocker Universität, Ehrendoktor der Medizinischen Fakultät, Direktor des Mecklenburgischen Patriotischen Vereins und an der Ausarbeitung der ersten deutschen Reichspharmakopöe 1872, dem ersten deutschen Arzneibuch, beteiligt.
Franz Ferdinand Schulze war zweimal verheiratet. Sein älterer Sohn aus der Ehe mit Charlotte Sydow war der Zoologe und Begründer der Zoologischen Institute in Rostock und Berlin Franz Eilhard Schulze (1840–1921). Nach dem Tod der ersten Frau 1850 war er seit 1852 mit Mathilde von Langermann verheiratet.